# Jan Bogusławski

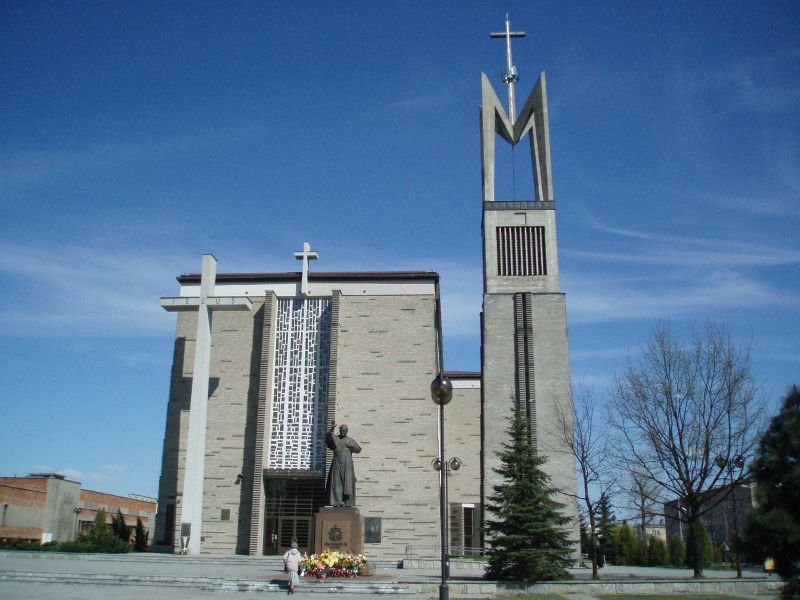
Bazylika Mniejsza w Stalowej Woli (1956–1974)

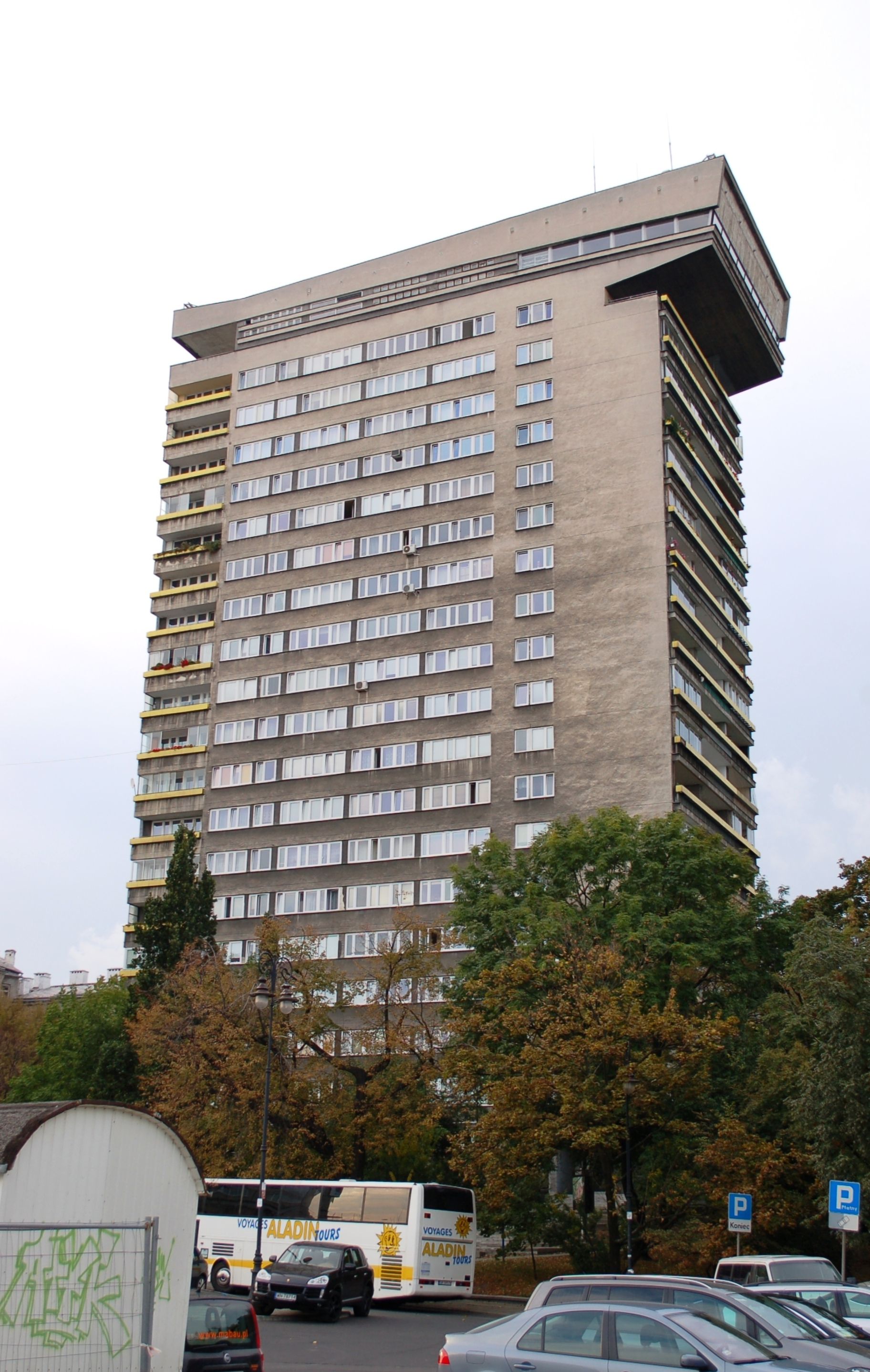
Wieżowiec mieszkalny przy ul. Smolnej w Warszawie (1966)

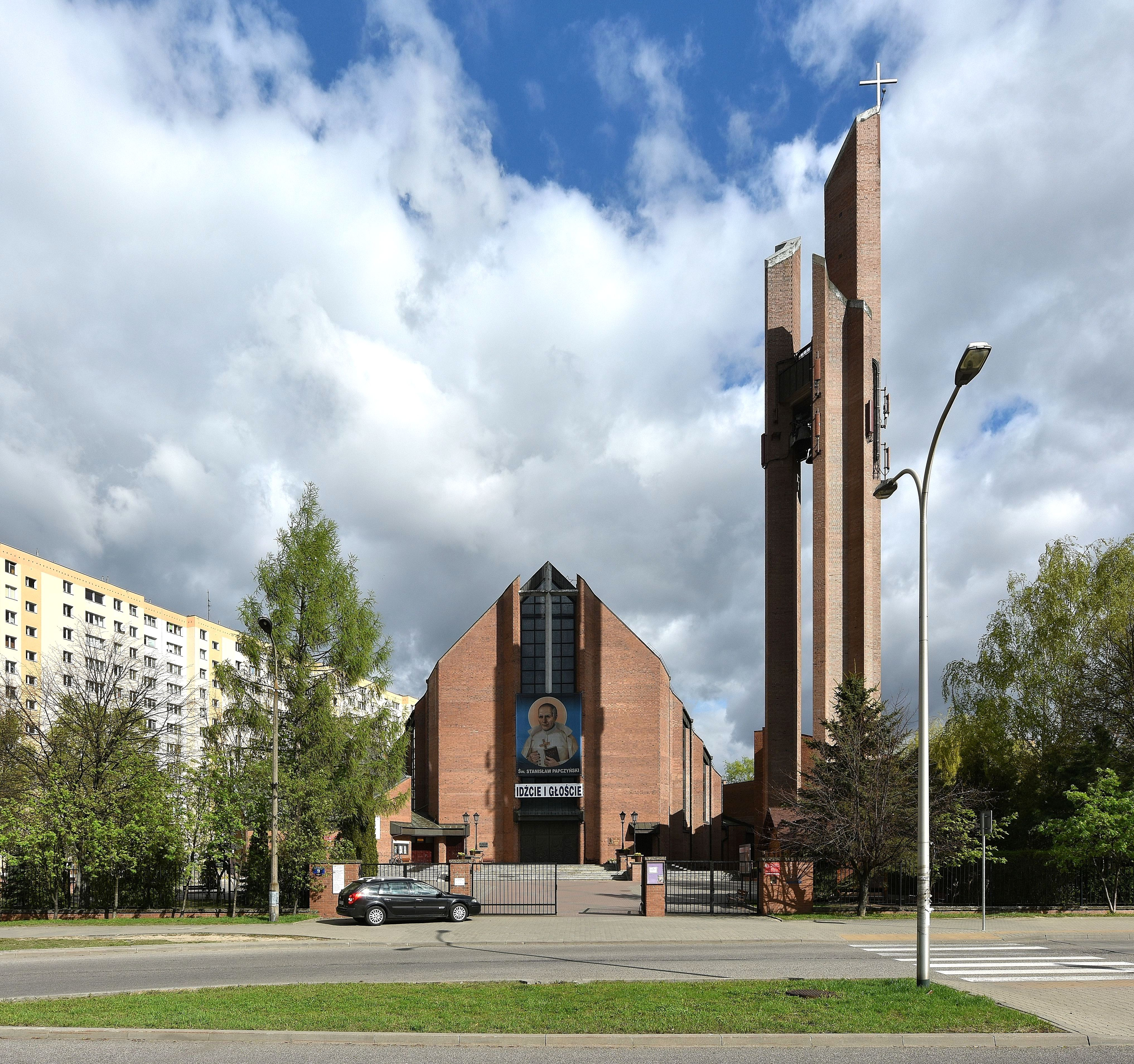
Kościół NMP Matki Miłosierdzia na Stegnach (1981)

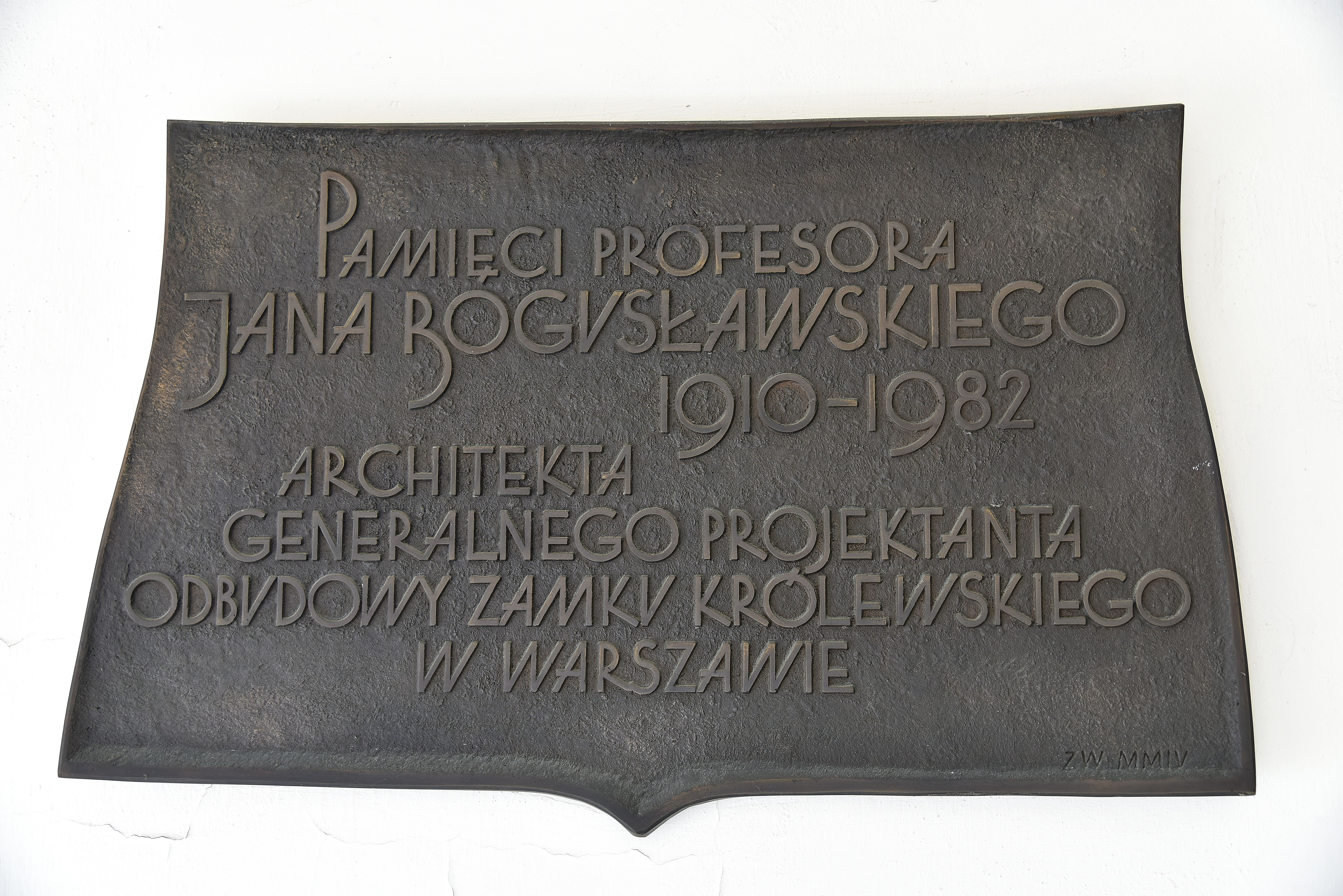
Tablica pamiątkowa w Bramie Senatorskiej Zamku Królewskiego w Warszawie

Jan Andrzej Bogusławski (ur. 12 maja 1910 w Warszawie, zm. 3 maja 1982 tamże) – polski architekt, autor projektów gmachów instytucji publicznych, osiedli mieszkaniowych, kościołów, generalny projektant odbudowy Zamku Królewskiego w Warszawie.

## Życiorys
Urodził się w Warszawie, w rodzinie Lucjana Antoniego (ur. 1876), przemysłowca, i Haliny z Sierzputowskich. W latach 1919–1927 uczył się w Państwowym Gimnazjum im. Stefana Batorego w Warszawie (matura w 1927). Od 1927–1933 studiował na Wydziale Architektury Politechniki Warszawskiej i od 1933 rozpoczął praktykę w pracowni architekta Antoniego Dygata. 1934 wyjechał do Paryża na studia podyplomowe w École des beaux-arts.
W swojej pracy architektonicznej zajmował się projektami wnętrz i mebli, a także tematyką mieszkalnictwa (zrealizowane wiele projektów osiedli), jak i budynków użyteczności publicznej i architekturą sakralną. Jego powojenne projekty (i realizacje) objęły także dokumentację archiwalną, inwentaryzacje i przede wszystkim projekty odbudowy architektonicznej. Prowadził także działalność dydaktyczną na uczelniach artystycznych w Warszawie i Poznaniu.
W połowie lat 30. rozpoczął samodzielną praktykę architektoniczną. Projektował wille wraz z wnętrzami i umeblowaniem.
W 1937 otrzymał Grand Prix na Wystawie Światowej w Paryżu za Wnętrze Week-endowe. Prezentował tam swoje meble oraz niektóre wnętrza Pawilonu Polskiego na Wystawie Światowej w Nowym Jorku w 1939 r.
Na stopień podporucznika został mianowany ze starszeństwem z 1 stycznia 1936 i 79. lokatą w korpusie oficerów rezerwy łączności. W sierpniu 1939 został zmobilizowany do Pułku Radiotelegraficznego w Warszawie i prawdopodobnie wcielony do kompanii radio nr 7, która została przydzielona do Samodzielnej Grupy Operacyjnej „Narew” w rejonie Olecka. Ostatecznie trafił do SGO „Polesie” gen. F. Kleeberga, uczestniczył w bitwie pod Kockiem. Po kapitulacji 6 października 1939 trafił do niewoli w Oflagu lI C Woldenberg, gdzie przebywał do stycznia 1945. Podczas pobytu w obozie prowadził kursy i wykłady z zakresu historii sztuki, architektury, meblarstwa. Ponadto zajmował się realizacją dekoracji i rekwizytów dla obozowego teatru.
Powojenny okres pracy zawodowej Jana Bogusławskiego związany był początkowo z działalnością w Biurze Odbudowy Stolicy (1945–1949). W latach 1949–1951 w Centralnym Biurze Projektów Architektonicznych i Budowlanych, od roku 1951 do 1954 w biurze Miastoprojekt Południe, a w latach 1954–1965 w Miastoprojekt Śródmieście, jako samodzielny projektant. Do połowy lat 50. współpracował z arch. Józefem Łowińskim, później z arch. Bohdanem Gniewiewskim.
W 1955 wygrał konkurs architektoniczny na projekt odbudowy Zamku Królewskiego w Warszawie, otrzymał II nagrodę równorzędną (pierwszej nie przyznano, a równorzędną otrzymał arch. Romuald Gutt). 1 maja 1955 roku zorganizował pracownię PKZ „Zamek”, która rozpoczęła badania i studia historyczne pod kątem późniejszej odbudowy, zbierała materiały archiwalne i na ich podstawie prowadziła inwentaryzację Zamku oraz opracowywała projekt jego odbudowy. Mimo braku decyzji o odbudowie całego zespołu zamkowego powstały jego fragmenty: piwnice gotyckie, sala o dwóch słupach, Biblioteka Stanisławowska, skrzydło Bacciarellego, kuchnie królewskie. Realizacja odbudowy całości bryły Zamku rozpoczęła się w styczniu 1971. Kierował pracami jako generalny projektant odbudowy Zamku (do 1976 roku, kiedy ukończono odbudowę bryły Zamku). Od 1971 był także członkiem Obywatelskiego Komitetu Odbudowy Zamku Królewskiego w Warszawie.
W latach 1945–1949 wykładał na Wydziale Architektury Politechniki Warszawskiej. W okresie od 1950 r. do 1955 r. prowadził zajęcia na PWSSP w Poznaniu (obecnie UA w Poznaniu) i równolegle (1952–1955) na ASP w Warszawie z zakresu projektowania mebli i wnętrz. W latach następnych kontynuował działalność dydaktyczną na Wydziale Architektury PW, gdzie od 1954 r. wykładał w Katedrze Projektowania Budynków Użyteczności Publicznej. W 1957 r. otrzymał nominację na docenta, w 1969 r. na profesora nadzwyczajnego, a w 1975 r. profesora zwyczajnego.
Zmarł 3 maja 1982. Został pochowany na cmentarzu Powązkowskim (kwatera 39-2-17,18).

## Życie prywatne
Dwukrotnie żonaty. Był pierwszym mężem Marii Danuty Dygat 2 v. Lutosławskiej (1911–1994), siostry Stanisława Dygata. Drugą żoną była Aniela Wanda z Załęskich (1918–2000), architekt. Z pierwszego małżeństwa miał syna Marcina (ur. 1937), architekta, z drugiego: synów Piotra (ur. 1949), fizyka, i Jerzego Witolda (ur. 1953), architekta.

## Ważniejsze projekty i realizacje
- 1933–1939 – Meble do domów prywatnych
- 1935 – dwie wille w Komorowie
- 1937 – Dom letni w Skrzypkach pod Warszawą
– Międzynarodowa Wystawa w Paryżu (Grand Prix)
– Kołyska dla księżniczki holenderskiej Beatrix
- 1938 – Pomnik-mauzoleum Generała Orlicz-Dreszera na Oksywiu w Gdyni (ze Stanisławem Sikorą)
- 1939 – Pawilon Polski na Wystawie Międzynarodowej w Nowym Jorku[15]
- 1945 – Meble do domków fińskch w Warszawie
- 1945–1967 – Meble
- 1946 – Kościół św. Andrzeja Boboli na Saskiej Kępie w Warszawie
- 1947–1949 – Kino „Praha” w Warszawie
- 1947 – Wnętrza MS Batory
- 1948 – Meble na wystawie grupy artystycznej „Arkady” Muzeum Narodowe
– PDT w Warszawie (projekt konkursowy)
– Dom Słowa Polskiego (projekt konkursowy)
– Zespół biurowców Centrali „Społem”
– Wystawa w Parmie
– Wystawa Ziem Odzyskanych we Wrocławiu, pawilon „Centrali Rybnej”
- 1948–1951 – Wnętrza reprezentacyjnych budynków rządowych (Rada Państwa, Sejm, Ministerstwo Rolnictwa, Ministerstwo Obrony Narodowej)
- 1949 – Ambasada Polski w Rzymie
– Teatr w Łodzi
- 1950 – Rekonstrukcja pałacu Chodkiewiczów w Warszawie
– Ambasada Norwegii w Warszawie, ul. Chopina 2a
- 1951 – Konkurs na Teatr Wielki w Warszawie (współpraca: Bohdan Gniewiewski[16])
- 1952 – Stacje metra w Warszawie (projekt konkursowy)
- 1952 – Opera w Lipsku
- 1953 – Wyższa Szkoła Handlu Zagranicznego w Warszawie
- 1953–1954 – Zabudowa pierzei Al. Jerozolimskich w Warszawie
- 1955 – Architektoniczne rozwiązanie Placu Zamkowego i związanego z nim obszaru Starego i Nowego Miasta
- 1955–1976 – Odbudowa Zamku Królewskiego w Warszawie
- 1955–1957 – Osiedle „Czerniakowska” w Warszawie
- 1956 – Pawilon Polski na wystawę Światową w Brukseli
- 1956–1974 – Konkatedra w Stalowej Woli
- 1957 – Budynki mieszkalne z barem „Praha” i „Oaza” w Warszawie
– Bazylika oo. jezuitów w Warszawie
- 1961 – osiedla mieszkaniowe Grzybów I i Grzybów II oraz „Srebrna” w Warszawie
– Pawilon „Chemia”[17] w Warszawie (współpraca: Bohdan Gniewiewski)[18]
- 1962 – Ośrodek informacji kulturalnej Austrii w Warszawie
– Wieżowiec mieszkalny na ul. Kruczej w Warszawie
- 1963 – Pomnik Obrońców Westerplatte
- 1964 – Opera Narodowa w Madrycie[19]
- 1965 – Teatr Narodowy w Budapeszcie
- 1966 – Wieżowiec mieszkalny przy ul. Smolnej w Warszawie
– Bar „Zodiak” w Warszawie
- 1967 – Dom mieszkalny przy ul. Kilińskiego w Warszawie
– Bar „Gruba Kaśka” w Warszawie[20]
- 1969 – Ambasada Polski w Moskwie
- 1970 – Kościół w Gorajcu
- 1977 – Ratusz w Amsterdamie
- 1981 – Kościół NMP Matki Miłosierdzia na Stegnach w Warszawie
- 1982 – Pomnik Jana Pawła II, przed katedrą św. Jana w Warszawie

## Ordery i odznaczenia
- Krzyż Komandorski Orderu Odrodzenia Polski (16 maja 1949)[21]
- Medal 10-lecia Polski Ludowej (19 stycznia 1955)[22]
- Odznaka „Milionera”

## Nagrody
- Grand Prix na Wystawie Światowej w Paryżu (1937)
- Państwowa Nagroda Artystyczna II stopnia (zespołowa) w dziale architektury za prace nad zaprojektowaniem i wykonaniem wnętrza Rady Państwa (1950)[23]
- Honorowa Nagroda SARP (1976)[24]
- Nagroda „Sześcianu”

## Upamiętnienie
- Tablica w Bramie Senatorskiej Zamku Królewskiego w Warszawie zaprojektowana przez Zbigniewa Wilmę, odsłonięta 17 maja 2004 roku[25].
- W lipcu 2024 Narodowy Instytut Architektury i Urbanistyki otworzył wystawę „Jan Bogusławski (1910–1982). Według reguł sztuki i własnego upodobania” w warszawskim Instytucie Wzornictwa Przemysłowego[26][27].